# Ocheanul de Ambră
Ocheanul de Ambră este al treilea roman din trilogia Materiile Întunecate a lui Philip Pullman . Publicat în 2000, a câștigat în 2001 premiul Whitbread, primul roman pentru copii care a făcut acest lucru.  A fost desemnată Cartea pentru copii a anului la British Book Awards din 2001 și a fost prima carte pentru copii care a fost inclusă pe lista pentru Booker Prize . 

## Intriga
Ocheanul de ambră o readuce în scenă pe Lyra, de-acum faimoasa eroină a cărții, pentru o ultimă mare bătălie împotriva forțelor răului, a Spectrelor, a îngerilor Autorității, o bătălie care poate schimba soarta tuturor lumilor și de care depinde însăși existența Prafului. 
Împreună cu prietenul ei Will, de care o leagă sentimente încă neînțelese, Lyra trebuie să coboare în lumea morților, unde se folosește de pumnal pentru a elibera sufletele închise acolo de la începutul timpului. În conflict cu Biserica, cu Autoritatea și cu Moartea însăși, ultima aventură a Lyrei nu poate să fie altfel decât spectaculoasă, pe măsura trilogiei pentru care stă ca epilog. 

## Plasare
Romanul este plasat într-o lume dominată de Magisterium, o teocrație care suprimă în mod activ erezia . În această lume, o parte a sufletului oamului există în mod natural în afara corpului lor sub formă de daimoni, sub formă de animal.

## Rezumat
După ce a aflat despre profeția vrăjitoarelor că Lyra Belacqua este a doua Evă, Magisteriul decide că trebuie să fie ucisă pentru a preveni o nouă cădere a omului în păcat. Mama ambițioasă și plină de inimă a Lyrei, doamna Coulter, o ascunde într-o peșteră îndepărtată. În somnul ei drogat, Lyra visează să-și întâlnească prietenul Roger în Lumea de Dincolo și promite să o ajute.
În Cittàgazze, îngerii încearcă să-l convingă pe Will, să-i ducă Pumnalul Tăinuit Lordului Asriel, a cărui armată se pregătește să lupte cu Magisteriul, dar Will insistă să o găsească mai întâi pe Lyra. Ei sunt atacați de Metatron, dar evadează într-o altă lume exact la timp cu ajutorul Pumnalului. Îngerii explică că primul înger care a condensat din Praf a pretins în mod fals că este creatorul. Acum îmbătrânit, locuiește într-o cetate izolată umită Autoritatea și și-a delegat majoritatea puterilor regentului său Metatron.
Fiziciana Mary Malone se găsește într-o lume de creaturi inteligente numite mulefa . Copacii din apropiere au murit, iar ea folosește seva lor pentru a construi o lunetă care îi permite să vadă Praful . Ea descoperă că se scurge prin portalele create de Pumnal.
Între timp, Will îl întâlnește pe Iorek Byrnison. Împreună găsesc peștera Lyrei, ajungând în același timp cu forțele Magisteriului. Băiatul o trezește pe Lyra și folosește Pumnalul pentru a scăpa într-o altă lume, dar când își pierde concentrarea, Pumnalul se rupe în două bucăți. A fost nevoie de ajutor ursului, care este capabil de a prelucra metalele pentru a-l repara.
Lyra și Will au un plan: să călătorească în Lumea de Dincolo. Vizitatorii sunt forțați să-și lase daimonii în urmă, provocându-i Lyrei și daimonului ei Pantalaimon o durere enormă. Daimonul lui Will, anterior intern, devine acum vizibil. După ce l-au găsit pe Roger, ei îl convin pe harpiile care-i controlează să le permită să deschidă o fereastră pentru ca morții să poată pleca. Morții trec și se dizolvă cu bucurie, atomii lor devenind una cu universul, transformându-se în Praf.
Armata lui Asriel și forțele Magisteriului se alătură luptei. Doamna Coulter, care s-a aliat cu Asriel, intră în cetatea Autorității, îl ispitește pe Metatron și apoi îl trădează. Doamna Coulter, Asriel și Metatron cad într-un abis și sunt distruși.
Lyra și Will evadează cu demonii lor în lumea mulefa, unde Mary le povestește despre propriul ei trecut. Înainte de a deveni fizician, fusese călugăriță, dar își pierduse credința când se îndrăgostise. Auzindu-i cuvintele, Lyra experimentează senzații noi și ciudate. A doua zi, Lyra și Will au pornit la picnic în pădure. Își mărturisesc dragostea unul față de celălalt, iar Praful îi învăluie.

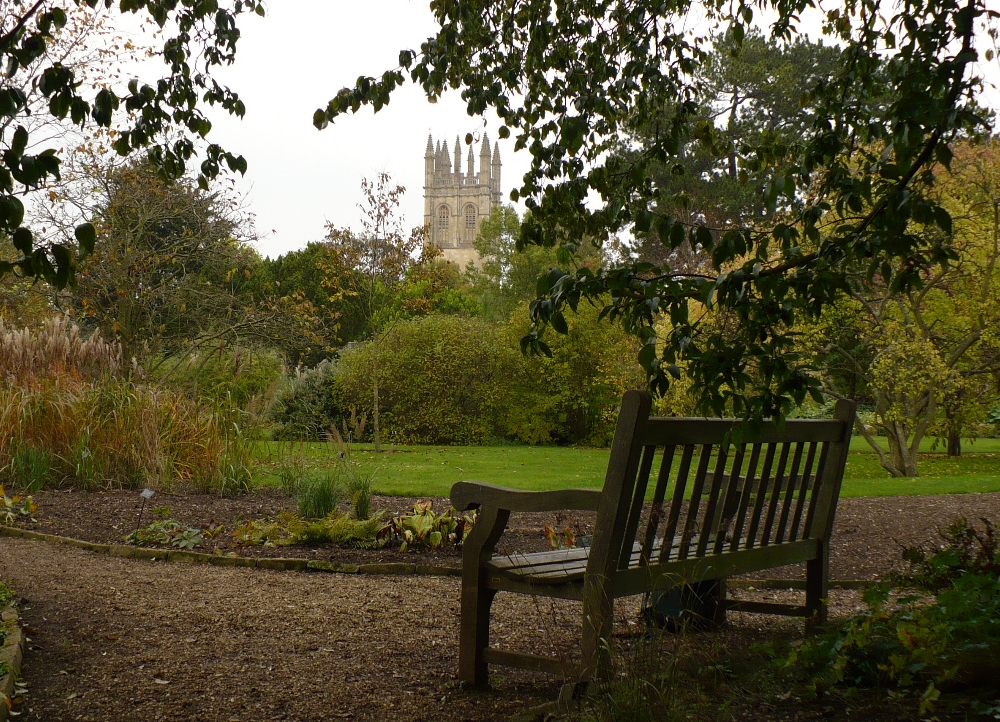
Banca de lemn din spatele Grădinii Botanice Oxford este prezentată în Ocheanul de Ambră și prezentată într-o fotografie din continuarea, Lyra's Oxford.

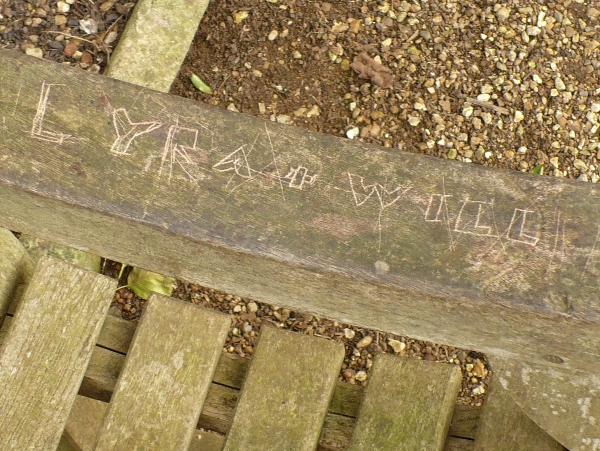
„Lyra+Will” sculptat pe banca din Grădina Botanică din Oxford.

Vrăjitoarea Serafina Pekkala⁠(d) explică că fiecare fereastră deschisă între lumi creează un nou spectru. Toate ferestrele existente trebuie să fie închise, în afară de cea care duce din Lumea de Dincolo. Lyra și Will sunt devastați să afle că trebuie să se întoarcă în lumile lor respective, deoarece nu pot supraviețui mult timp în nicio alta. Ei își promit unul altuia că vor merge la o bancă în Grădina Botanică din Oxford în fiecare zi pentru a-și aminti unul de celălalt.
Acum  vrăjitoarele s-au apucat să închidă ferestrele, iar Will distruge Pumnalul. În propria ei lume, Lyra descoperă că și-a pierdut capacitatea de a citi aletiometrul. Ea decide să se apuce de studiile academice ale aletiometriei și, împreună cu Pantalaimon, care acum a luat forma permanentă a jderului de pin, se hotărăște să construiască Republica Cerurilor.

## Alte detalii
Editorii Pullman au comercializat în primul rând seria His Dark Materials pentru adulții tineri, dar Pullman a intenționat să vorbească și cu adulții. Luneta de chihlimbar este parțial o reevaluare a poveștii biblice despre Adam și Eva . Pullman a spus că trezirea sexuală a Lyrei „este exact ceea ce se întâmplă în Grădina Edenului... De ce Biserica Creștină a petrecut 2.000 de ani condamnând acest moment glorios, ei bine, acesta este un mister. Vreau să mă confrunt cu asta, presupun, spunând o poveste că aceasta așa-zisul păcat originar este orice altceva decât. Este lucrul care ne face pe deplin umani”. 
Ediția nord-americană modifică pasaje care descriu sexualitatea incipientă a Lyrei. . Multe pasaje au fost, de asemenea, modificate în ediția din SUA.  Fiecare capitol conține un citat din unul dintre autorii preferați ai lui Pullman, inclusiv Milton (Paradise Lost ), William Blake și Emily Dickinson . 

## Recepție critică
Ocheanul de Ambră a câștigat aprecieri de critică și a devenit prima carte pentru copii care a câștigat premiul Whitbread . A câștigat, de asemenea, British Book Awards, Cartea Anului Pentru Copii, Parents' Choice Good Book Award, Horn Book Fanfare Honor Book, New York Public Library Book for the Teen Age și ABC Children's Booksellers' Choice și a devenit Bestseller New York Times .
Michael Dirda a lăudat Ocheanul de Ambră drept „un roman ritmat și orchestrat cu experiență”. El notează aluzivitatea lui Pullman: „În recunoașterea lui, Philip Pullman admite că a furat material „din fiecare carte pe care am citit-o vreodată”. Pe lângă găsirea unor indicii despre Paradisul pierdut și poezia lui Blake, înțelepții vor primi ecouri ale următoarelor: chinuirea iadului de către Hristos, Cabala evreiască (legenda îngerului divin Metatron ), doctrina gnostică (Praful, sufletele noastre adormite trebuie să fie trezit), controversa „ moartea lui Dumnezeu ”, Perelandra, cărțile Oz (Roații), Inelul Nibelungilor al lui Wagner (repararea sabiei de către Siegfried), Eneas, Ulise și Dante în lumea interlopă, legenda Graalului și pescarul rănit King, Peter Pan, panteistul lui Wordsworth, „ Oda nemuririi ”, doctrina Dumnezeului ascuns și speculații despre pluralitatea lumilor, etica situațională (acțiuni, nu oameni, fiind bune sau rele), încetarea miracolelor, Războiul Stelelor . ..și chiar și romanul timpuriu al lui Pullman pentru adulți, Galatea .” El conchide scriind că „ Materialele sale întunecate este un roman cu putere și splendoare electrizantă, care merită sărbătorit, la fel de violent ca un basm și la fel de șocant pe cât trebuie să fie arta”. 
În 2019, a fost clasat pe locul șase în lista The Guardian a celor mai bune 100 de cărți din 2000. 

## Adaptare TV
Cel de-a treia serie a adaptării televizate comune BBC - HBO, His Dark Materials, lansată în decembrie 2022, acoperă în principal Ocheanul de Ambră.

## Carte audio
O versiune audiobook povestită de Pullman și cu o distribuție completă a fost lansată în 2001. 

## Linkuri externe
Format:His Dark MaterialsFormat:Philip Pullman